# Наталі Лісинська
Наталі Лісинська (англ. Natalie Lisinska; нар. 11 січня 1982, Шрусбері) — британсько-канадійська акторка українського походження.

## Біографія
Наталі Лісинська народилася 11 січня 1982 року в Шрусбері, графство Шропшир, Англія та виросла на острові Ванкувер у Британській Колумбії, відвідуючи школу університету Сент-Майклз. Вивчала драматургію в театральній школі Університету Раєрсона.

## Фільмографія

### Фільми
| Рік  | Назва                      | Роль         |
| ---- | -------------------------- | ------------ |
| 2006 | Воскресіння                | Барбі        |
| 2007 | Молодики займаються сексом | Інез         |
| 2009 | Храмське пробудження       | Ліза         |
| 2009 | Люби ворого                | Дора         |
| 2009 | Хлоя                       | Елайза       |
| 2010 | Весна                      |              |
| 2010 | Перекладач                 | Пенні        |
| 2011 | Стукач                     |              |
| 2012 | Згадати все                | Медсестра    |
| 2014 | Шелбі                      | Ліллі Паркер |

### Телебачення
| Рік             | Назва                        | Роль           |
| --------------- | ---------------------------- | -------------- |
| 2005            | Кевін Гілл                   | Клер           |
| 2005            | Офісний планктон             |                |
| 2006            | У готелі                     | Дженні         |
| 2006            | Више й далі                  | Пані Боґстон   |
| 2006            | Дім навпроти                 | Елойз          |
| 2007            | Дрезденське досьє            | Лаура          |
| 2007            | Доки смерть не розлучить нас | Стейсі         |
| 2007-2008       | Деґрассі: Наступне покоління | Андреа         |
| 2008            | Життя з Дереком              | Террі          |
| 2009            | Команда «Б»                  | Алекс Тейлор   |
| 2009            | Тайна мого сусіда            | Ґретчен        |
| 2010            | Фейрфілд-Роуд                | Гейлі Калдвелл |
| 2010            | Гаряча точка                 | Рейчел Вільямс |
| 2010            | Заблукана дівчина            | Коллетт        |
| 2011            | Кохання на котушках          | Деббі Манфреді |
| 2011            | Агенція небезпеки            | Алекс Кренстон |
| 2012            | Менше за добро               | Карен          |
| 2012            | У надії на порятунок         | Памела         |
| 2012            | Перше Різдво                 | Тріша          |
| 2013-2014, 2017 | Чорна сирітка                | Ейнслі Норріс  |
| 2013            | Сатисфакція                  | Шеннон         |
| 2017            | Хлопчик                      | Шеррі Девіс    |
| 2018            | Під осіннім місяцем          | Тейлор         |
| 2018            | Зорепад                      | Синтія         |